# Lijst van erefuncties van Beatrix der Nederlanden
Prinses Beatrix der Nederlanden is beschermvrouwe van de volgende Nederlandse stichtingen, verenigingen, fondsen en andere organisaties. Alle zijn erefuncties.

## Huidige
In alfabetische volgorde:
- Algemene Nederlandse Gehandicapten Organisatie
- Bataafsch Genootschap der Proefondervindelijke Wijsbegeerte
- Bomenstichting
- Bond Heemschut
- Branchevereniging Nederlandse Architectenbureaus / Koninklijke Maatschappij tot Bevordering der Bouwkunst
- Bond van Nederlandse Militaire Oorlogs- en Dienstslachtoffers
- Dutch Caribbean Nature Alliance
- HVO-Querido
- Geschiedkundige Vereniging Die Haghe
- Johanna Kinderfonds
- Karel Doormanfonds
- Koning Willem Fonds, Londen
- Koninklijk Fries Genootschap voor Geschiedenis en Cultuur
- Koninklijk Instituut van Ingenieurs
- Koninklijk Nederlands Zangersverbond
- Koninklijk Oudheidkundig Genootschap te Amsterdam
- Koninklijk Tehuis voor Oud-Militairen Bronbeek
- Koninklijk Zeeuwsch Genootschap der Wetenschappen
- Koninklijke Academie van Beeldende Kunsten
- Koninklijke Amsterdamsche Roei- en Zeilvereniging De Hoop
- Koninklijke Bond van Zang- en Oratoriumverenigingen
- Koninklijke Coöperatie Rundveeverbetering Delta
- Koninklijke Maatschappij Tuinbouw en Plantkunde
- Koninklijke Maatschappij voor Natuurkunde Diligentia
- Koninklijke Marechaussee
- Koninklijke Nederlandse Vereniging Avicultura
- Koninklijke Nederlandse Vereniging voor Luchtvaart
- Koninklijke Nederlandse Redding-Maatschappij
- Koninklijke Roei- en Zeilvereeniging De Maas
- Koninklijke Schippersvereniging Schuttevaer
- Koninklijke Vereniging Het Friesch Paarden-Stamboek
- Koninklijke Zangvereniging Mastreechter Staar
- Koninklijke Zeil- en Roeivereniging De Maas
- Koninklijk Limburgs Geschied- en Oudheidkundig Genootschap
- Koninklijk Zeeuwsch Genootschap der Wetenschappen
- KWF Kankerbestrijding (v/h Stichting Koningin Wilhelmina Fonds)
- Landbouwmaatschappij Zuid-Midden-Oost
- Leids Universiteits Fonds
- LTO-Noord
- Miniatuurstad Madurodam
- Nationaal Jeugd Fonds Jantje Beton
- NBvP Vrouwen van Nu
- Nederlands Comité Unicef
- Nederlandse Atletiek Unie
- Nederlandse Brood- en Banketbakkers Ondernemers Vereniging
- Nederlandse Vereniging Arti en Industriae
- Stichting Oogfonds Nederland
- Prinses Beatrix Spierfonds
- Reumafonds
- Schilderkundig Genootschap Pulchri Studio
- Stichting Nederlandse Volksklederdrachten Collectie Koningin Wilhelmina
- Stichting Simavi
- Stichting Stamboek Ronde- en Platbodemjachten
- Stichting Vluchteling
- Stichting voor Vluchteling Studenten UAF
- Stichting Zorg en Bijstand
- Vereniging De Hollandsche Molen (sinds augustus 2014)
- Vereeniging Nederlands Historisch Scheepvaart Museum
- Vereeniging tot Beoefening van Overijsselsch Regt en Geschiedenis
- Vereniging Gelre
- Vereniging Het Nederlands Kankerinstituut
- Vereniging Koninklijke Nederlandsche Heide Maatschappij
- Vereniging Koninklijke Nederlandse Jaarbeurs
- Vereniging Rembrandt
- Young Women's Christian Association
- Zuidelijke Land- en Tuinbouw Organisatie

Zij is erelid van:
- Koninklijke Nederlandse Zeil- en Roeivereeniging Muiden

Update 21 december 2015.

## Vorige
Beatrix is beschermvrouwe geweest van:
In alfabetische volgorde:
- Floriade 2002
- Floriade 2012
- Geschiedkundige Vereniging Oranje-Nassau
- Nederlandsche Maatschappij voor Nijverheid en Handel
- Koninklijk Mannenkoor Die Haghe Sanghers
- Koninklijke Nederlandse Akademie van Wetenschappen
- Koninklijke Nederlandse Bond van Oud-Onderofficieren
- Koninklijke Vereniging Ridders der Militaire Willemsorde
- Koninklijke Vereniging van Eervol Ontslagen Officieren van de Nederlandse Krijgsmacht
- Maatschappij der Nederlandse Letterkunde
- Nederlandse Adelsvereniging
- Nederlands Bijbelgenootschap, tot haar abdicatie
- Nederlandse Vereniging tot Bescherming van Dieren (tot juni 2001)[1]
- Nationale Raad voor Maatschappelijk Welzijn
- Oorlogsgravenstichting
- Oud-Limburgse Schuttersfederatie, tot haar abdicatie
- Vereniging voor Nederlandse Muziekgeschiedenis